# Districtul Antrim
Antrim (irlandeză Aontroim) este un district în Irlanda de Nord. Din punct de vedere administrativ, Antrim este un district al Irlandei de Nord.